# Dusona rossica
Dusona rossica är en stekelart som beskrevs av Hinz 1979. Dusona rossica ingår i släktet Dusona och familjen brokparasitsteklar. Inga underarter finns listade i Catalogue of Life.